# Mina B4
La Mina automatica a strappo tipo B4 è una mina antiuomo ad azione estesa funzionante a strappo di concezione e fabbricazione italiana.

## Storia
Messa a punto nel 1935 sulla spinta della guerra d'Etiopia, la B4 può essere considerata la prima mina antiuomo ufficialmente adottata dal Regio Esercito. Difatti se gli studi su questo tipo di ordigni in Italia erano iniziati già alla fine del XIX secolo, con sporadiche applicazioni durante la guerra italo-turca e la prima guerra mondiale, soltanto all’inizio degli anni ’30 si giunse alla decisione di sviluppare mine antiuomo a funzionamento automatico, cioè azionate direttamente dal bersaglio. Dopo vari esperimenti con mine funzionanti sia a strappo che a pressione si giunse all’adozione della B4, progettata dal colonnello Armando Bianchi in servizio presso la Scuola Centrale del Genio.
Il Regio Esercito impiegò estesamente la B4 in Africa Settentrionale, nei Balcani e sul Fronte Orientale, mentre dopo l'Armistizio di Cassibile questa mina fu utilizzata anche dalle forze armate tedesche, che la denominarono Reißmine o Stolpermine, nonché da tutti coloro che riuscirono ad attingere dagli arsenali italiani. Quest’arma era caratterizzata da una discreta affidabilità ed efficacia, ma la complessità costruttiva e l’elevato costo fecero ben presto indirizzare i committenti verso modelli più semplici, economici e di efficacia pari se non superiore, come ad esempio le mine V.1.

## Tecnica

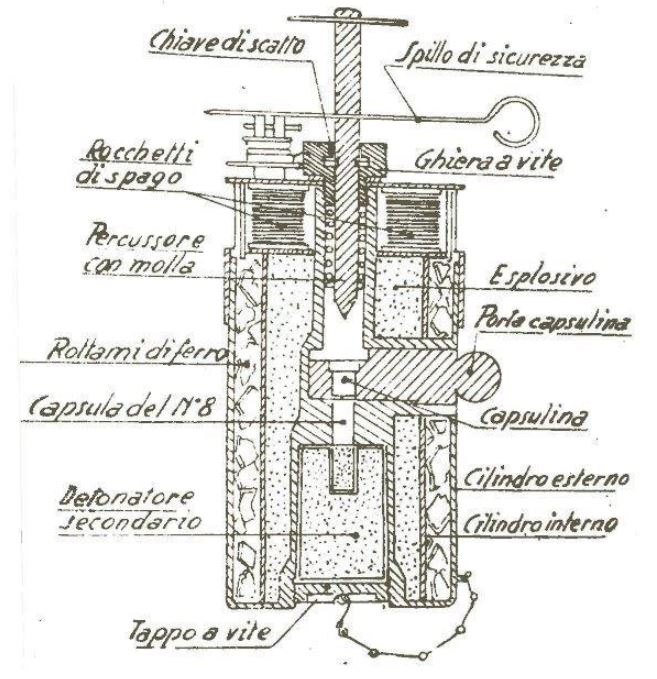
Prospetto della mina B4

La B4 compone di un cilindro del diametro di 7 cm realizzato in lamiera dello spessore di 1,2 mm, all’interno del quale è inserito un cilindro del diametro di 4,5 cm realizzato in lamiera dello spessore di 0,5 mm. Il cilindro esterno è appiattito nella parte posteriore, lungo la quale sono sistemati sei spuntoni su due file verticali parallele di tre elementi ciascuna. Ai bordi della zona appiattita sono saldati due anelli e due ganci da utilizzare per fissare la mina a paletti o tronchi, in concorso con gli spuntoni.
Tra il coperchio superiore ed il corpo principale della mina è collocato un diaframma di lamierino costituito da una base circolare con un foro al centro, sulla quale sono saldati cinque separatori dello stesso materiale. Ai vani così creati corrispondono quattro aperture ricavate nella parte anteriore del coperchio, formando altrettanti alloggiamenti per dei rocchetti di legno sui quali sono avvolti 5-6 metri di spago da 0,8 mm ciascuno, da utilizzare come fili d’inciampo e per l’estrazione dello spillo di sicurezza.
Dentro il cilindro interno è sistemato il cosiddetto “albero a candeliere”, un tubo di bronzo o ghisa caratterizzato da un canale perpendicolare posto poco meno a metà del tubo principale. Il canale attraversa i due cilindri per corrispondere con un'apertura praticata sul fianco destro del corpo della mina. Il canale ospita un cassettino che all'estremità da inserire nella mina porta un innesco a percussione e in quella che sporge all'esterno ha un pomello per la movimentazione.
Nella parte inferiore c’è una cavità destinata a contenere un cilindretto di TNT, ricavato tagliando a metà una cartuccia del n. 4 da 100 g., al centro del quale va inserito un detonatore ordinario del No. 8, disposto in modo da appoggiare l‘estremità aperta contro il foro di vampa del cassetto portainnesco.

## Azionamento
l funzionamento è semplice, è sufficiente una trazione di almeno 1 kg su uno dei fili d’inciampo per provocare il disimpegno del chiavistello di scatto dalla gola dello stelo del percussore. Quest’ultimo spinto dalla propria molla colpisce l’innesco a percussione provocandone la detonazione; la vampa passando per l’apposito foro fa esplodere il detonatore e la cartuccia di TNT in cui è inserito. Questo evento porta al brillamento della carica principale con la proiezione radiale delle schegge aventi un raggio letale di 5-10 m ed efficace di 20 m.